# Повръщане
Повръщането (на латински: Vomitus) е рефлекторно изпразване на съдържанието на стомаха, а понякога и на дванадесетопръстника през устата, често и през носа. Този процес се обуславя със съкращение на мускулите на корема. Изходната част на стомаха се затваря, а се отслабва гладката мускулатура на входа му и рефлекторно се отпуска и разширява хранопроводът. Целият този процес се регулира от центъра на повръщането, който се намира в продълговатия мозък. Обикновено преди самото повръщане се наблюдава гадене, учестено дишане, усилено отделяне на слюнка, често преглъщане и др. Освен хранителна маса повърнатото съдържание може да съдържа и жлъчни сокове, слуз, кръв и гной.
Повръщането най-често е признак на редица заболявания като скарлатина и тиф, признак на отравяния, бременност, при гастрит и язвена болест. То също може да се появи и при силна емоция и вълнение, при разстройство на ЦНС, а също така и при нарушения на вестибуларния апарат, каквото е например морската болест.